# Menologium Bazylego II

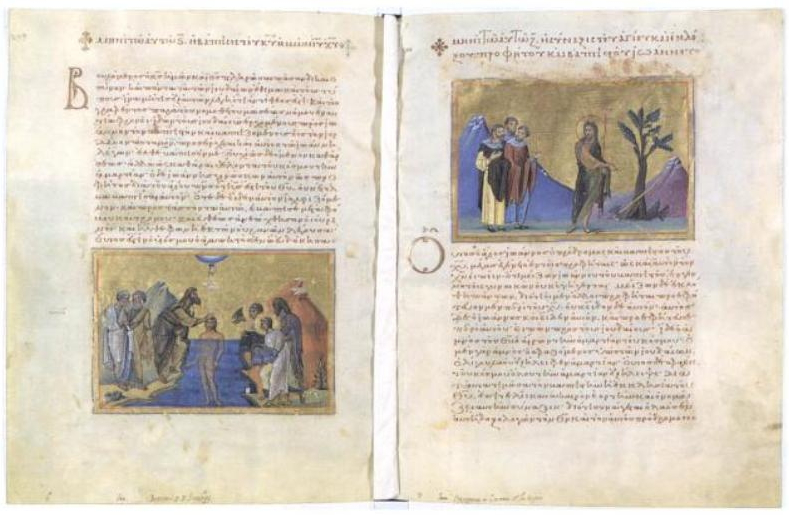
Menologium Bazylego II

Menologium Bazylego II – iluminowany bizantyński manuskrypt pochodzący z X wieku, zawierający menologium sporządzone dla cesarza Bazylego II Bułgarobójcy. Znajduje się w zbiorach Biblioteki Watykańskiej (sygnatura Ms. Vat. gr. 1613).
Wykonany około 985 roku welinowy kodeks ma wymiary 36,5×28,5 cm i liczy 272 karty in folio. W XIV wieku poświadczony jest jako własność genueńskiego lekarza mieszkającego w Konstantynopolu, następnie trafił do Włoch, gdzie znalazł się w kolekcji księcia Mediolanu Ludwika Sforzy. Na początku XVII wieku kardynał Paolo Emilio Sfondrati podarował księgę papieżowi Pawłowi V, który umieścił ją w zbiorach Biblioteki Watykańskiej.
Manuskrypt został ozdobiony przez iluminatorów noszących imiona Georgios, Menas, Nestor, Pantaleon, oraz Michała i Szymona Blachernitesów. Każdy z nich podpisał się na marginesie wykonanej przez siebie miniatury. Ilustracje wykonane zostały temperą i złotem. Manuskrypt zawiera łącznie 430 miniatur, z których każda zajmuje pół strony, naprzemiennie pod i nad pisanym w 16 linijkach tekstem. Zamieszczone scenki ukazują wydarzenia związane z rokiem liturgicznym oraz postaci proroków, świętych i męczenników. Postaci ukazane są na złotym tle, wypełnionym krajobrazami ukazującymi góry i elementy architektoniczne, wywodzącymi się z antycznej tradycji iluminatorskiej. Miniatury są niezbyt zróżnicowane pod względem formalnym i treściowym, znaczna część z nich przedstawia sceny męczeństwa, głównie motyw ścięcia.

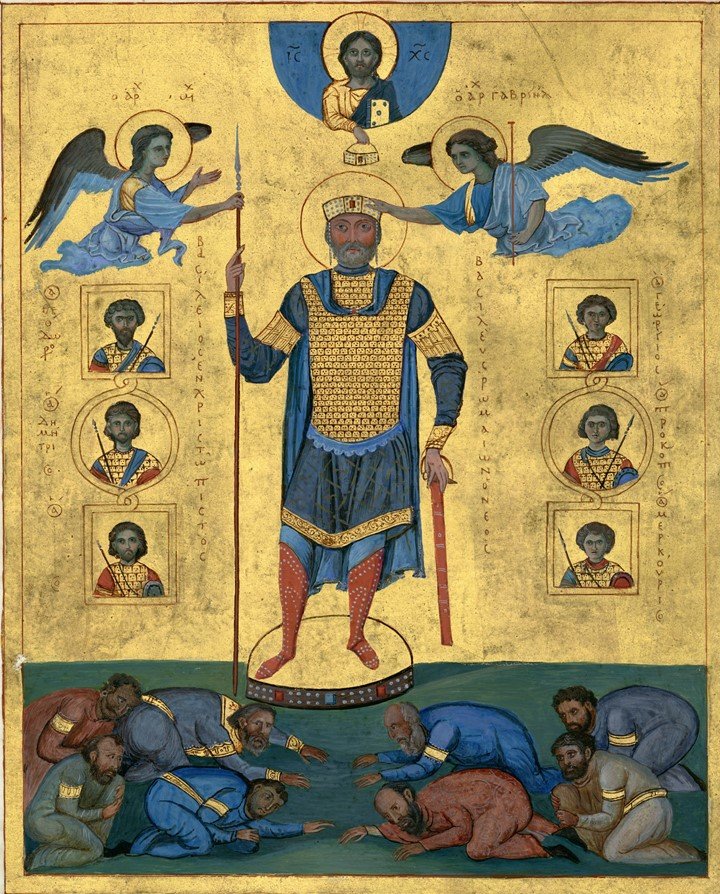
Cesarz Bazyli II Bułgarobójca
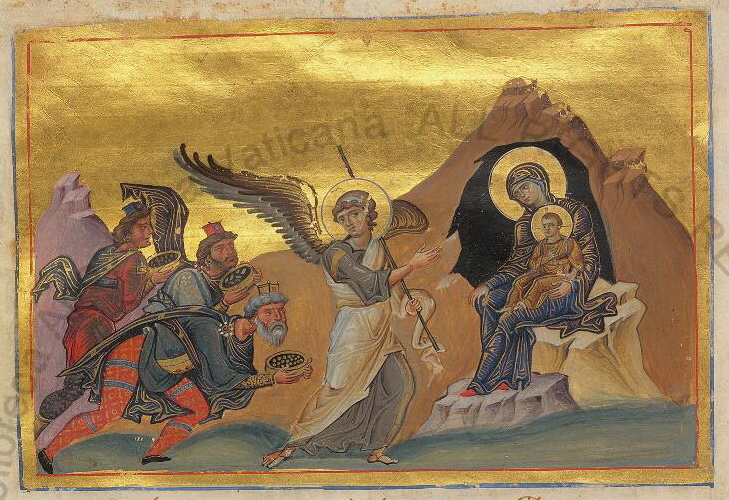
Pokłon Trzech Króli
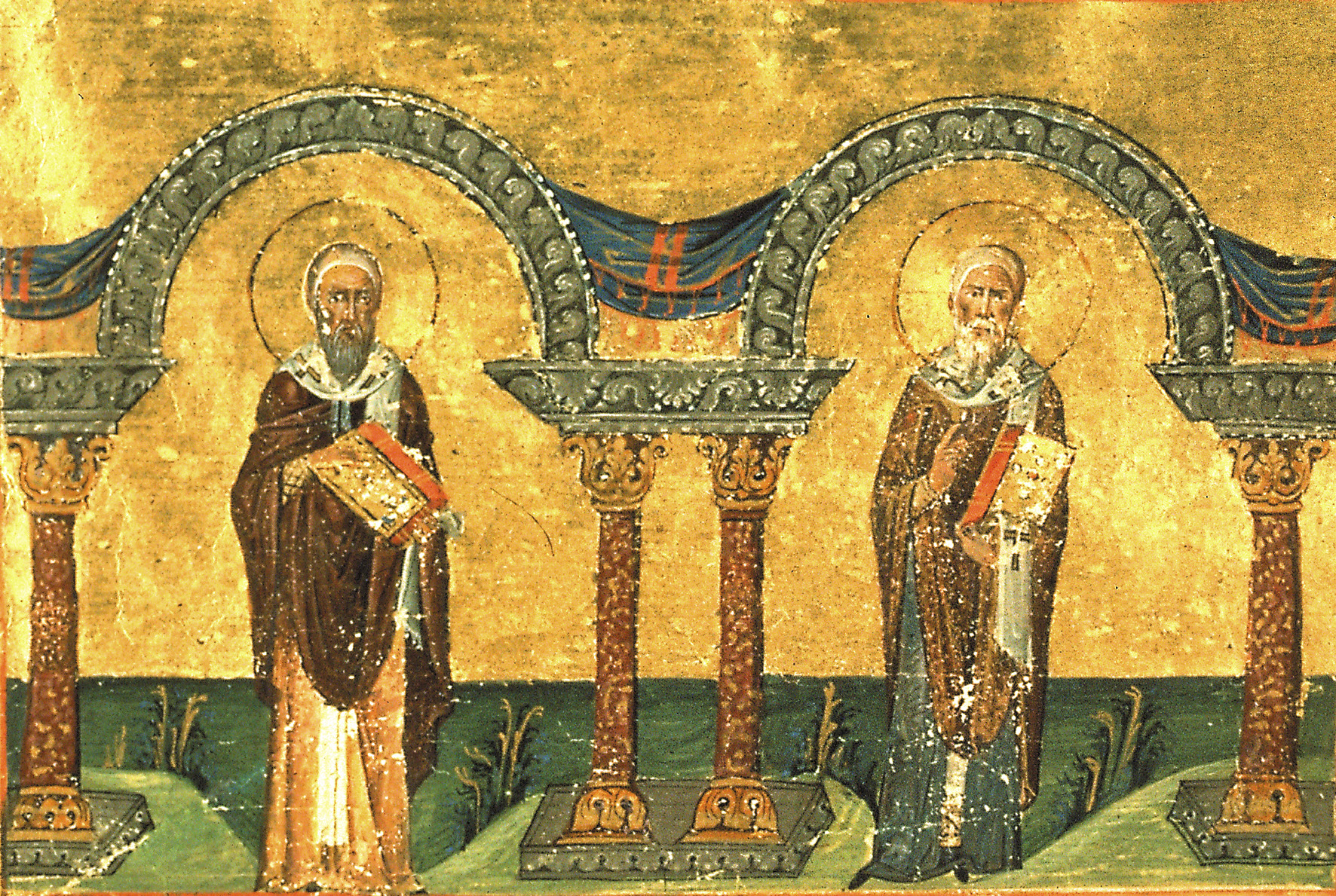
Święci Atanazy i Cyryl Aleksandryjski
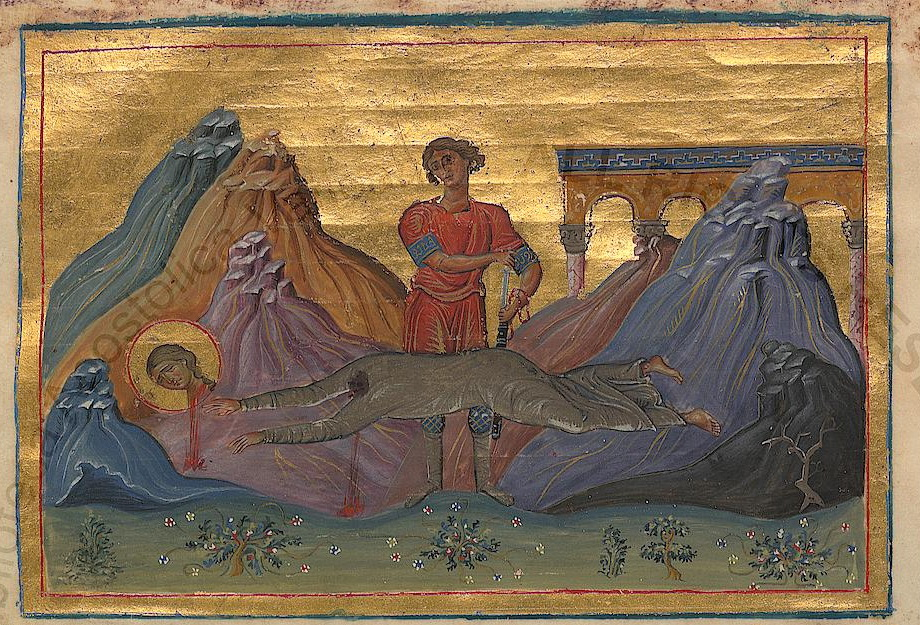
Męczeństwo św. Elmiona